# Фурман, Константин Валентинович
Константин Валентинович Фурман (род. 13 апреля 1976 года, Винница) — украинский баскетболист.

## Биография
Играл за команды БК «Винница» (1993—1994), БК «Николаев» (1994—1999), БК «Люблин» Польша (1999—2000), БК «Гамбург Тауэрс» Германия (2000—2001), БК «Сталь» (Острув-Велькопольски) (2001—2003), БК «Виши» Франция (2003—2004), БК «Ансбах» Германия (2006—2009).
В 1997 и 1998 годах был признан лучшим баскетболистом Николаевской области.
В 2000—2001 годах выступал за национальную сборную Украины на отборочном турнире к чемпионату Европы против команды Исландии, а также был в заявке на игру с Македонией. Также в 2001 году принимал участие в представительном турнире в Риге в рамках подготовки к ЧЕ-2001.
После окончания карьеры игрока был ассистентом тренера в таких клубах как БК «Ансбах», БК «ТСВ 1846 Нюрберг» и БК «Швабах».

## Достижения
- Бронзовый призёр чемпионата Украины (1998)[10]
- Бронзовый призёр чемпионата Польши (2002)